# Bruninho (calciatore 1990)
Bruninho, pseudonimo di Bruno Cardoso Gonçalves Santos (Sorocaba, 25 febbraio 1990), è un calciatore brasiliano, attaccante svincolato.

## Carriera

### Club
Ha giocato 12 partite nella massima serie brasiliana.